# Karma (Winger)
Karma è il quinto album in studio del gruppo musicale statunitense Winger, pubblicato il 16 ottobre 2009 dalla Frontiers Records. 
Il leader Kip Winger ha definito lo stile musicale dell'album come «una via di mezzo tra Winger e Pull».

## Tracce
1. Deal with the Devil – 2:59 (Kip Winger, Reb Beach, Donnie Purnell)
2. Stone Cold Killer – 2:45 (Winger, Beach)
3. Big World Away – 3:50 (Winger, Beach)
4. Come a Little Closer – 2:50 (Winger, Beach)
5. Pull Me Under – 3:20 (Winger, Beach, Dann Huff)
6. Supernova – 6:17 (Winger, Beach, P.J. Winger)
7. Always Within Me – 4:15 (Winger)
8. Feeding Frenzy – 3:00 (Winger, Beach, P.J. Winger)
9. After All This Time – 6:23 (Winger, Beach, John Roth)
10. Witness – 7:15 (Winger, Beach)
11. First Ending (strumentale) – 2:06 (Rod Morgenstein) – solo nell'edizione europea

## Formazione

### Gruppo
- Kip Winger – voce, basso, tastiere
- Reb Beach – chitarra solista, cori
- John Roth – chitarra ritmica, cori
- Rod Morgenstein – batteria, percussioni, cori
- Cenk Eroglu – tastiere

### Altri musicisti
- Michael Chapdelaine – chitarra in First Ending

### Produzione
- Kip Winger – produzione, ingegneria del suono, missaggio
- Arthur "Midget" Sloatman, Pete Cotutsca – ingegneria del suono (assistenti)
- Andres Martinez – fotografie
- Pride Smith – copertina